# Dansk-palæstinensere
Dansk-palæstinensere eller palæstinensisk-danskere er indbyggere i Danmark med palæstinensisk afstamning, dvs. at de er indvandrere eller efterkommere af indvandrere med palæstinensisk tilhørsforhold. Det er anslået, at der er ca. 24.000 palæstinensere i Danmark, hvilket gør befolkningsgruppen til en af de større indvandrergrupper i landet.

## Antal og indvandringshistorie
I modsætning til andre indvandrergrupper i Danmark, hvor Danmarks Statistik opgør antallet af indvandrere og efterkommere fra det pågældende land, findes ikke et officielt tal for danskere af palæstinensisk herkomst. Det skyldes, at Palæstina ikke er en officiel stat med territorium og statsborgerskab. Palæstinensiske indvandrere er derfor registreret med oprindelse i det tidligere bopælsland, hvor de boede før ankomsten til Danmark. Da den palæstinensiske befolkning i verden er spredt ud over mange lande, optræder de dermed med mange forskellige oprindelseslande i Danmarks Statistiks opgørelse. 
De fleste herboende dansk-palæstinensere er imidlertid kommet hertil som flygtninge fra borgerkrigen i Libanon og krigene i de palæstinensiske flygtningelejre i 1980'erne. Flertallet af personer med libanesisk oprindelse i statistikken er derfor dansk-palæstinensere. 1. oktober 2017 var der i Danmark 26.705 personer af libanesisk oprindelse. Ikke alle disse er altså af palæstinensisk oprindelse, men omvendt er der også personer, der er registreret med f.eks. jordansk, israelsk eller statsløs herkomst, der egentlig er af palæstinensisk afstamning. Antropologen Anja Kublitz anslog i 2011, at der boede ca. 24.000 palæstinensere i Danmark. Heraf er 11-12.000 indvandrere, mens resten er født her i landet og altså betegnes som efterkommere i Danmarks Statistiks terminologi.

## Integration i det danske samfund
Som nævnt er de fleste dansk-palæstinensiske indvandrere oprindelig kommet til Danmark som flygtninge i modsætning til indvandrergrupperne fra eksempelvis Tyrkiet, Pakistan og Marokko, hvor den oprindelige årsag oftest har været ansættelse i en dansk virksomhed. Det sætter sine tydelige spor i de forskellige mål for integrationen i det danske samfund, hvor grupper med flygtningebaggrund målt på de allerfleste parametre er betydelig dårligere integreret end andre sammenlignelige indvandrergrupper. Således er flygtninge klart overrepræsenteret blandt indvandrere, der modtager overførselsindkomster som førtidspension o.l. Dette gælder eksempelvis for indvandrergrupperne fra Irak og Somalia, der typisk er flygtninge, og er også udpræget for dansk-palæstinenserne.
De følgende underafsnit nævner forholdene for personer med libanesisk herkomst, da Danmarks Statistik som nævnt ikke registrerer, hvorvidt personer har palæstinensisk herkomst. 

### Beskæftigelse og overførsler
34 % af de 30-64-årige indvandrere fra Libanon var beskæftiget med erhvervsarbejde i 2015. Det er langt mindre end beskæftigelsesfrekvensen for personer af dansk herkomst, der var 80 %, og også lavere end beskæftigelsesfrekvensen for indvandrere fra de fleste andre lande. Blandt de 35 største indvandrergrupper var det kun somalierne og syrerne, der havde en lavere beskæftigelsesfrekvens.
For mænd var beskæftigelsesfrekvensen 43 % og for kvinder 23 %. Relativt mange af de beskæftigede fra Libanon var selvstændige erhvervsdrivende, nemlig godt 16 %, hvor andelen for personer med dansk oprindelse kun var 6 %.
61 % af de 30-59-årige mandlige indvandrere og 75 % af kvinderne med oprindelse i Libanon var offentligt forsørgede, hvilket som nævnt afspejler, at de fleste er kommet hertil som flygtninge. Førtidspension og kontanthjælp var langt de hyppigste overførsler for disse aldersgrupper.
For efterkommere af personer fra Libanon er beskæftigelsen generelt højere end for forældregenerationen, men lavere end for personer af dansk oprindelse. For 20-40-årige mandlige efterkommere fra Libanon var beskæftigelsesgraden knap 80 % af den tilsvarende danske, og for de tilsvarende kvindelige efterkommere var tallet ca 65 %.

### Uddannelse
Beskæftigelsesfrekvensen afhænger i høj grad af uddannelsesniveauet, sådan at forskellene på beskæftigelsesgraden for personer med dansk oprindelse og indvandrere er noget mindre, hvis man betragter personer med samme uddannelsesbaggrund, end hvis man betragter de samlede befolkningsgrupper, hvor uddannelsesbaggrunden kan være meget forskelligt fordelt. Forskelle i uddannelsesmønstret for de unge årgange giver dermed et fingerpeg om fremtidige forskelle i beskæftigelsen.
I 2012 var godt 40 % af de mandlige 20-24-årige efterkommere efter indvandrere fra Libanon under uddannelse. Det er et lidt højere tal end for efterkommere fra Tyrkiet, Jugoslavien og Marokko, men lavere end for efterkommere fra Pakistan. For mænd med dansk oprindelse var tallet ca. 48 %. For de kvindelige 20-24-årige efterkommere fra Libanon var tallet lige under 50 %, hvilket er højere end deres jugoslaviske kønsfæller, men lavere end for kvindelige efterkommere fra Tyrkiet, Marokko og Pakistan, hvor tallet er større end 50 %. For kvinder med dansk oprindelse var ca. 55 % i denne aldersgruppe under uddannelse.

### Kriminalitet
Kriminaliteten er ret høj for mænd med oprindelse i Libanon. Det skyldes til dels, at mændene i denne gruppe i gennemsnit er ret unge, og unge begår mere kriminalitet end ældre mennesker. En anden årsag er de socioøkonomiske forhold, idet en befolkningsgruppes socioøkonomiske sammensætning (f.eks. beskæftigelsesgraden eller indkomsten) vil påvirke dens kriminalitetsniveau. Selv når der korrigeres herfor, var kriminaliteten i 2016 blandt mænd, der er indvandret fra Libanon, imidlertid ca. 90 % højere end for alle danske mænd ifølge Danmarks Statistik. For mandlige efterkommere med oprindelse i Libanon var kriminaliteten ca. 120 % højere, efter at der er korrigeret for alders- og indkomstforskelle. Godt halvdelen af lovovertrædelserne var overtrædelser af færdselsloven, 36 % udgjordes af forskellige særlove og 28 % af straffelovs-overtrædelser.

### Integrationsproblemer
Anja Kublitz forsvarede i 2011 en ph.d.-afhandling om leveforhold og tankesæt hos palæstinensiske familier i Danmark. Efter hendes opfattelse oplever mange palæstinensere, ikke mindst unge, at det er svært at blive anerkendt som dansker, hvilket igen får nogle unge til at tage afstand fra, hvad de definerer som dansk. En anden konsekvens har været, at den yngre generation er blevet mere religiøs end forældrene, der i høj grad var ikke-praktiserende muslimer.